# تولید انبوه

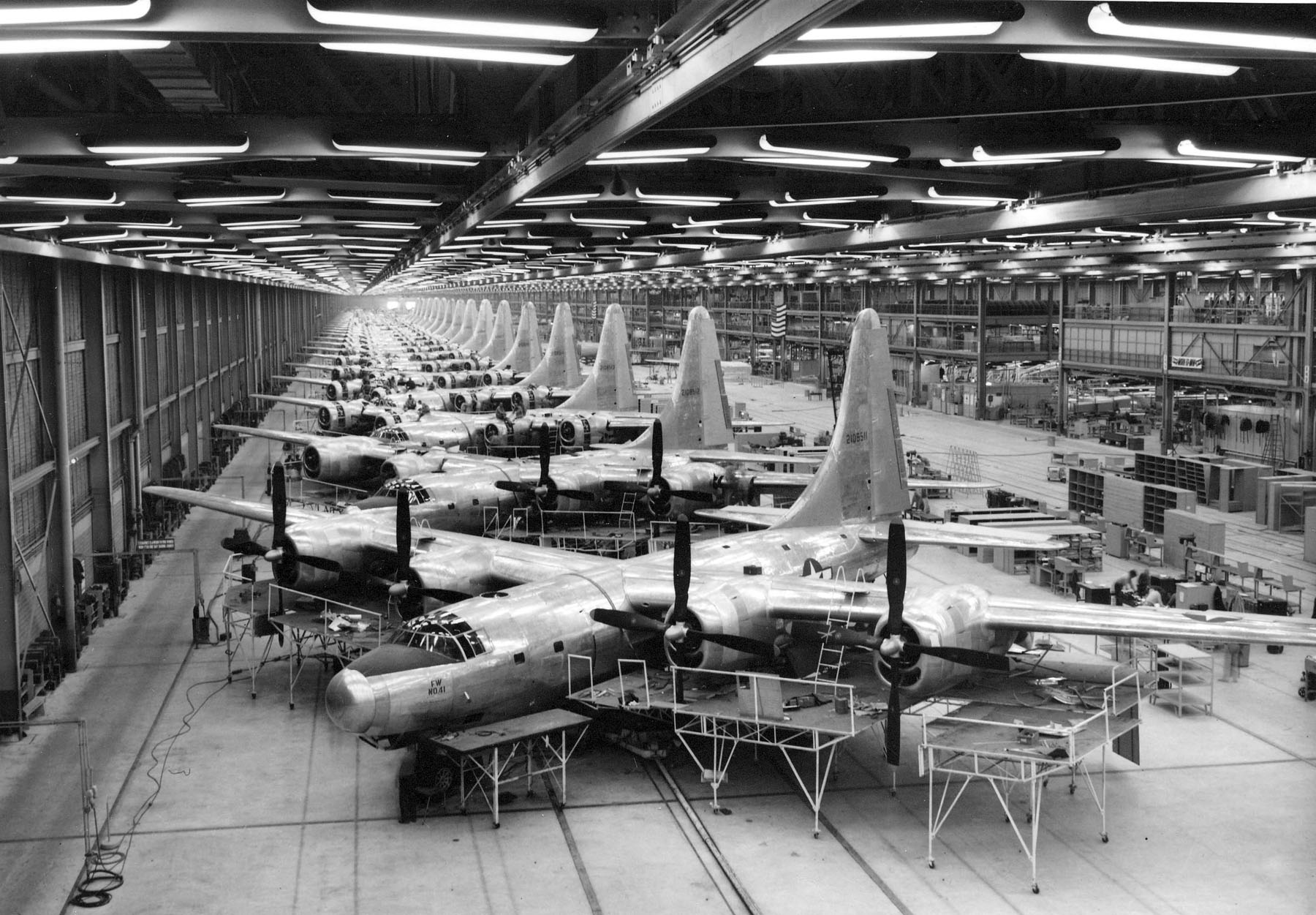
تولید انبوه هواپیما

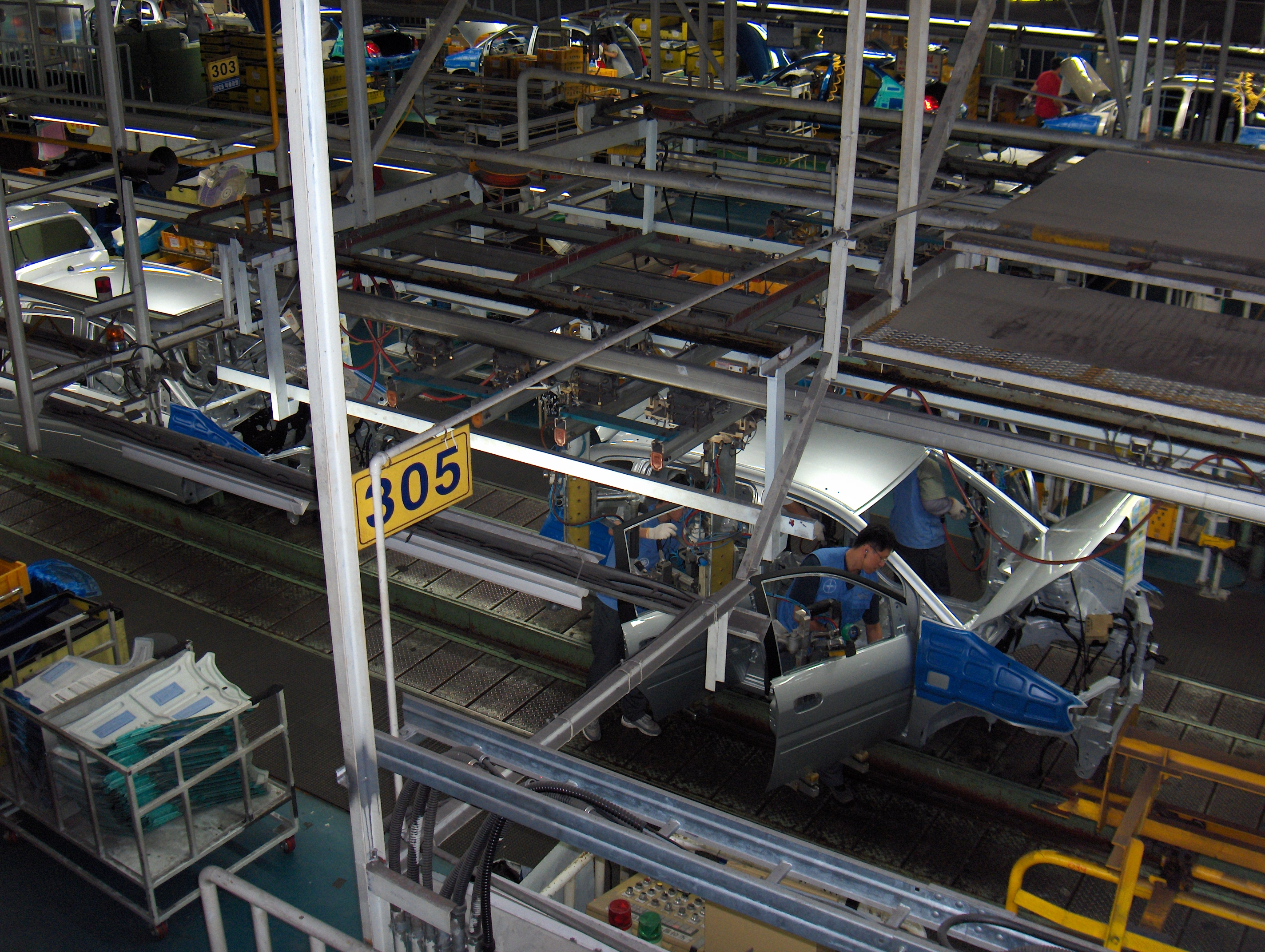
یک خط مونتاژ مدرن اتومبیل

تولید انبوه، (به انگلیسی: Mass production) به تولید کالایی به مقدار زیاد گفته می‌شود به خصوص که شامل خط مونتاژ نیز باشد. این نوع تولید به همراه تولید دستی و تولید دسته‌ای سه روش اصلی تولید کالا محسوب می‌شوند.
تولید انبوه در تولید انواع و اقسام کالاها استفاده می‌شود؛ از سیالات (مانند سوخت و مواد شیمیایی) گرفته تا قطعات جامد جدا از هم (مانند بست) یا حتی سرهم کردن آن قطعات (مانند اتومبیل سازی).

## کلّیت
تولید انبوه شامل ساخت خیلی سریع کالاهای مشابه به تعداد زیاد است. در این روش به جای اینکه هر کارگر بر روی ساخت تمام یک محصول کار کند، از روش مونتاژ استفاده می‌شود تا کالاهایی که به صورت جزئی تکمیل شده‌اند برای کارگرهایی که بر روی قسمت خاص دیگری از محصول کار می‌کنند، فرستاده شوند. این کار باعث تسریع فرایند ساخت می‌شود. به تولید یک کالا به یک شکل اما به مقدار زیاد تولید انبوه گفته می‌شود.

## تاریخچه

### پیش ازانقلاب صنعتی
قطعات استاندارد و اندازه و روش‌های تولید کارخانه در زمان‌های پیش از تولید صنعتی توسعه یافتند. با این حال، قبل از اختراع ماشین آلات، ساخت قطعات دقیق، به ویژه قطعات فلزی، بسیار کار سختی بود.
کمان پولادی ساخته شده با قطعات برنز در دوره ایالات جنگ‌ها در چین تولید می‌شدند. امپراتور شین حداقل بخشی از چین را با تجهیز ارتش‌های بزرگ به این سلاح‌ها، که مجهز به مکانیسم پیچیده‌ای بودند که از قطعات قابل تعویض ساخته شده بود متحد ساخت. کشتی‌های جنگی در مقیاس وسیع با هزینه ای متوسط توسط کارداگینیان در بندرها تولید می‌شدند و به آنها امکان می‌دادند کنترل خود را در دریای مدیترانه به‌طور مؤثر حفظ کنند. ونیزی‌ها قرن‌ها بعد کشتی‌هایی را با استفاده از قطعات پیش ساخته و خطوط مونتاژ تولید کردند. توپخانه‌های ونیزی ظاهراً هر روز تقریباً یک کشتی تولید می‌کردند، در واقع نخستین کارخانه جهان که در اوج خود ۱۶۰۰۰ نفر را به خدمت گرفت. تولید انبوه در صنعت نشر از زمان انتشار کتاب مقدس گوتنبرگ با استفاده از چاپخانه در اواسط قرن پانزدهم امری متداول بوده‌است.

### پس از انقلاب صنعتی
در انقلاب صنعتی از تکنیک‌های تولید انبوه ساده در بندر ماسورس پورتسموث در انگلیس استفاده شد تا بلوک‌های قرقره کشتی‌ها برای نیروی دریایی سلطنتی در جنگ‌های ناپلئونی ساخته شود. این کار در سال ۱۸۰۳ توسط مارک ایزامبارد برونل با همکاری هنری مودسلی تحت مدیریت سر ساموئل بنتام به دست آمد. اولین نمونه‌های غیرقابل تصور از عملیات تولید با دقت طراحی شده برای کاهش هزینه‌های تولید توسط نیروی کار تخصصی و استفاده از ماشین آلات در قرن ۱۸اُم در انگلستان ظاهر شد.

## کاربرد خط مونتاژ

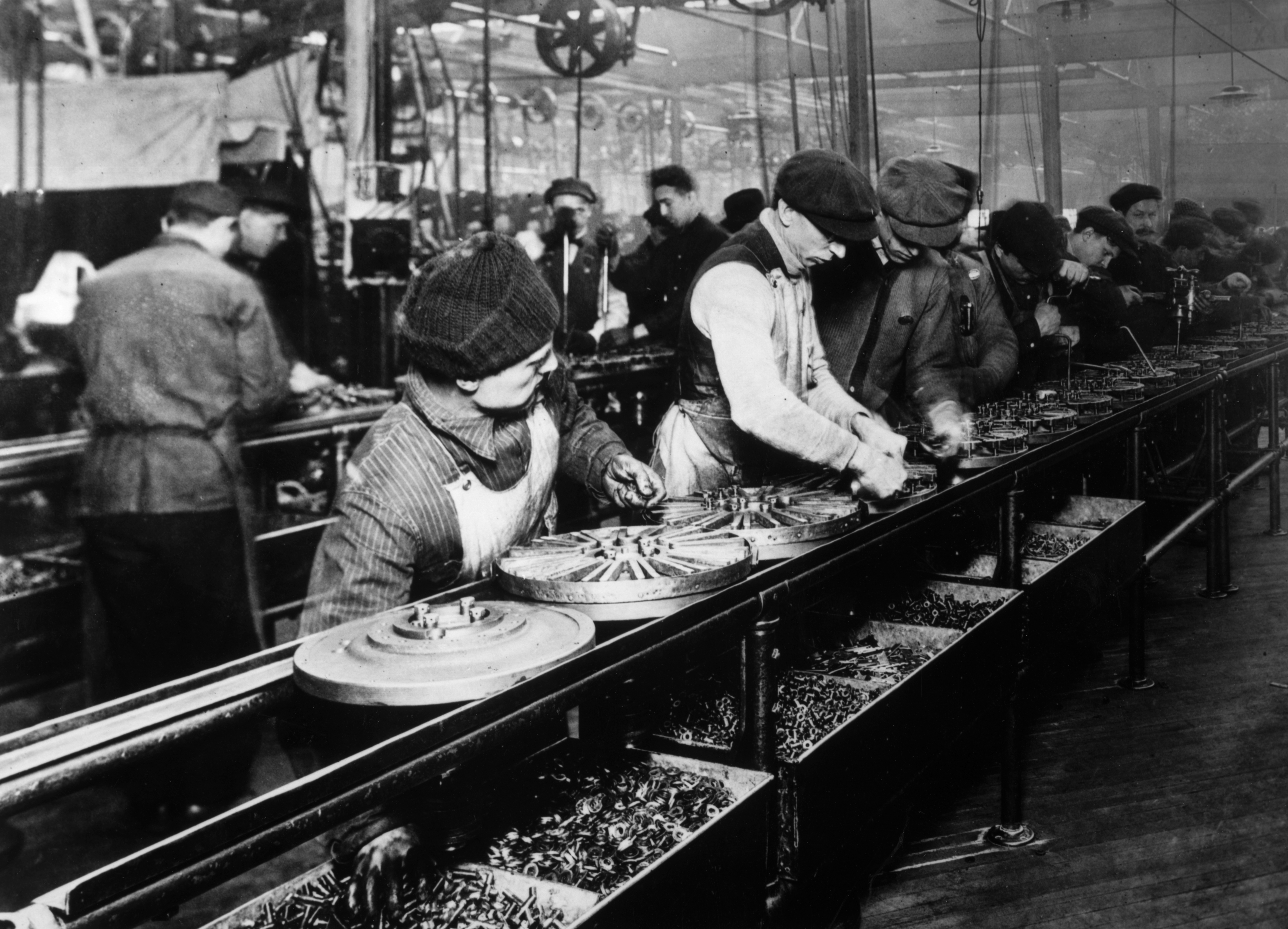
Ford assembly line, 1913. The magneto assembly line was the first.

خطوط مونتاژ معمولاً زمانی استفاده می‌شوند که یک محصول از اجزای بسیار زیادی تشکیل شده باشد.
در کارخانجات برای تولید محصولات پیچیده معمولاً از چند خط مونتاژ کمکی نیز استفاده می‌شود؛ مثلاً در تولید یک خودرو خطوط جداگانه‌ای برای مونتاژ قطعات موتور، صندلی‌ها و … وجود دارد.

## فواید و مضرات
تولید انبوه از چند جهت حائز اهمیت اقتصادی است. علت اصلی تولید انبوه کاهش تلاش غیر مولد است. در تولید صنایع دستی، صنعتگر باید در مورد یک مغازه شلوغ قطعات را جمع و مونتاژ کند. او باید بارها و بارها ابزارهای مختلفی را برای کارهای مختلف پیدا کرده و از آنها استفاده کند. در تولید انبوه، هر کارگر یک یا چند کار مرتبط را تکرار می‌کند که از همان ابزار برای انجام عملیات یکسان یا تقریباً یکسان در جریان تولید محصولات استفاده می‌کند. ابزار و قطعات دقیق همیشه در دسترس هستند، که پیاپی از خط مونتاژ منتقل شده‌اند. کارگر تلاش اندکی برای بازیابی یا تهیه مواد و ابزارها می‌کند، و بنابراین زمان لازم برای تولید محصول با استفاده از تولید انبوه کوتاه‌تر از زمان تولید با استفاده از روش‌های سنتی است.
احتمال خطای انسانی نیز کاهش می‌یابد، زیرا وظایف عمدتاً توسط ماشین آلات انجام می‌شود. با این وجود خطا در کار با چنین ماشین آلاتی عواقب بسیار گسترده‌تری دارد. کاهش در هزینه‌های نیروی کار و همچنین افزایش نرخ تولید، یک شرکت را قادر می‌سازد مقدار بیشتری از یک محصول را با هزینه کمتری نسبت به استفاده از روش‌های سنتی و غیرخطی تولید کند.
با این حال، تولید انبوه انعطاف‌پذیر نیست زیرا تغییر طرح یا فرایند تولید پس از اجرای خط تولید دشوار است. همچنین کلیه محصولات تولید شده در یک خط تولید یکسان یا بسیار مشابه خواهند بود و معرفی تنوع برای برآوردن سلایق فردی کار ساده ای نیست. با این وجود، در صورت لزوم با استفاده از ریزه کاری‌ها و تزئینات مختلف در انتهای خط تولید، مقداری تنوع حاصل می‌شود. هزینه سرمایه‌گذاری اولیه برای ماشین آلات می‌تواند گران باشد بنابراین تولید کننده باید مطمئن باشد که می‌فروشد یا تولیدکنندگان پول زیادی را از دست می‌دهند.
مدل T فورد محصول بسیار مقرون به صرفه ای را تولید کرد اما در پاسخ به تقاضا برای تغییرات متنوع، سفارشی سازی یا طراحی بسیار خوب نبود. در نتیجه، سرانجام فورد سهم بازار را در مقابل جنرال موتورز، که تغییرات سالانه مدل، لوازم جانبی بیشتر و انتخاب رنگ را ارائه می‌داد، از دست داد.

## تأثیر بر اقتصاد جامعه
در دهه ۱۸۳۰، الکسی دو توکویل، متفکر سیاسی و مورخ سیاسی فرانسه، یکی از ویژگی‌های اصلی آمریکا را شناسایی کرد که بعداً آن را برای توسعه تولید انبوه، اینقدر قابل ملاحظه می‌داند: پایگاه مصرف همگن. دو توکویل در کتاب «دموکراسی در آمریکا» (۱۸۳۵) نوشت: «عدم حضور ثروت انباشته در ایالات متحده که برای کالاهای تجملاتی مصرف می‌شود … تأثیر آن بر تولیدات صنعت آمریکا یک شخصیت متمایز از صنایع دیگر کشورهاست. تولید کالاها متناسب با خواسته‌های کل مردم است.»
تولید انبوه باعث افزایش بهره‌وری شد که در رشد اقتصادی و کاهش ساعات کار هفته، در کنار عوامل دیگری مانند زیرساختهای حمل و نقل (کانال، راه‌آهن و بزرگراه) و مکانیزاسیون کشاورزی نیز مؤثر بود. این عوامل باعث شده‌است که هفته کاری معمولی از ۷۰ ساعت در اوایل قرن ۱۹ به ۶۰ ساعت در اواخر قرن کاهش یابد، سپس به ۵۰ ساعت در اوایل قرن ۲۰ و سرانجام در اواسط دهه ۱۹۳۰ به ۴۰ ساعت برسد.
تولید انبوه اجازهٔ افزایش تولید کل را فراهم می‌کند. استفاده از سیستم صنایع دستی اروپا در اواخر قرن نوزدهم برای پاسخگویی به تقاضا برای محصولاتی مانند چرخ خیاطی و دستگاه برداشت مکانیکی با حیوانات دشوار بود. در اواخر دهه ۱۹۲۰ بسیاری از کالاهایی که قبلاً کمیاب بودند به خوبی در بازار عرضه شدند. یکی از اقتصاددانان استدلال کرده‌اند که این «تولید بیش از حد» است و به بیکاری بالا در دوران رکود بزرگ کمک می‌کند. قانون سی امکان تولید بیش از حد عمومی را انکار می‌کند و به همین دلیل اقتصاددانان کلاسیک انکار می‌کنند که این موضوع نقشی در رکود بزرگ داشته‌است.